# 北原綴
北原 綴（きたはら つづる、1938年 - ）は、日本の作家。本名は武井 遵（たけい じゅん）。詩人の金素雲は父。歌手の沢知恵は姪。

## 概要
1938年に群馬県群馬郡榛名町（現・高崎市）で生まれる。2歳の時に両親が離婚し、日本人の母の手で育てられる。
大人になってからはバンドマン、宝石ブローカーなど職を転々とした。作家としても活動をしており、童話小説や少女性愛小説を書き、童話小説が全国学校図書館協議会推薦図書となったこともある。
一方で成長過程で朝鮮人差別を受けたことで高校時代に傷害事件を起こして退学し、その後に暴力団員になっていたという裏の一面もあり、わいせつ罪、銃刀法違反、重過失傷害、恐喝、詐欺、通貨偽造罪などの逮捕歴があった。1976年2月にはベルギー人の宝石商から宝石を奪うために偽札を使ったり銃で殺そうとしたことで懲役8年となるなど、何度も犯罪に手を染めていた。
1987年に26億円に及ぶ偽札事件（和D-14号事件）と宝石強奪強盗殺人事件の首謀者として指名手配され、逮捕。1989年に無期懲役が確定した。

## 作品
- 「薔薇館の神々」
- 「木の実ふる町」
- 「いじわるちーこのなみだ」（1985年、創林社）
- 「ノロは花になった」（1986年、創林社）
- 「あじさいの六月」（1986年、創林社）
- 「ほんとうのまほうつかい」（1986年、創林社）
- 「美少女奇譚」（1987年、創林社）

北原の全ての著書が発売されていた創林社は北原が経営に携わっていた出版社であるが、一連の事件により同社社長も逮捕され倒産した。